# Хотел Балкан
Хотел Балкан је српска теленовела из 2020. године. 

## Радња
Хотел Балкан је прва теленовела Босонога продукције која повезује просторе Бање Луке, Београда и читаве регије кроз модерну, мелодрамску причу о једној успешној породици која има своју будућност, али и прошлост. Ово је прича о породици која мисли да је стала на своје ноге, да живи живот без проблема, али онда тешко и компликовано време показује своје зубе. У овој причи се преплићу све оне ствари које публика на Балкану може да препозна као свој живот, као своје проблеме. Наравно, ова наша стварност не може да се „прогута“ без приче и сна о неком бољем, обећаном животу, савршеном и недостижном, далеко одавде.
Ова серија гледаоце води на путовање кроз вријеме у тридесете године 20. века, а под кровом хотела се спајају прошлост и садашњост. У фокусу радње серије је породични бизнис угледне бањалучке породице, обавијен бројним сплеткама. Генерацијски јаз, сукоби, борба за насљедство, породични греси и тајне прожимају се кроз животе чланова породице у чијем власништву се налази хотел.
Дешавања у прошлости одигравају се током тридесетих и четрдесетих година прошлог вијека, а откривају околности које су претходиле и уследиле након рођења главног лика Бранка Курузовића. Бранко, који је сада већ у позним годинама, открива да пати од деменције и започиње трку са временом како би остварио своју животну мисију и саградио задужбину своје мајке Марије, од које на овај начин тражи опроштај за велику неправду коју јој је начинио као дјечак.
Упоредо, у садашњем времену пратимо Курузовиће и њихове компликоване односе. Ту су Бранкови синови Драган и Горан и њихове породице са својим проблемима.
Горан је неамбициозни зубар, добар према свима осим себи. У браку је са Љубицом која је амбициозна за њих обоје, као и за њихову кћерку Веру чију тениску каријеру покушава да подигне на интернационални ниво. Драган је кренуо очевим стопама и достигао је функцију директора хотела. У Драганов живот улази Викторија која има своје планове за њега, као и за читав породични бизнис.

## Улоге

### Главне
| Глумац              | Улога            |
| ------------------- | ---------------- |
| Радоје Чупић        | Бранко Курузовић |
| Саша Торлаковић     | Горан Курузовић  |
| Горан Јокић         | Драган Курузовић |
| Сања Поповић        | Викторија        |
| Жељко Еркић         | Вид Курузовић    |
| Тамара Милошевић    | Марија Штајнер   |
| Данило Керкез       | Душан Курузовић  |
| Бора Ненић          | Драги            |
| Наташа Иванчевић    | Драга            |
| Милица Глоговац     | Вера             |
| Слађана Зрнић       | Љиљана           |
| Миљка Брђанин Бабић | Љубица Курузовић |

### Споредне
| Глумац                | Улога                          |
| --------------------- | ------------------------------ |
| Љубиша Савановић      | Владан Теокаревић              |
| Златан Видовић        | Јава                           |
| Владимир Ђорђевић     | Саја                           |
| Наташа Остојић        | Бисера                         |
| Никола Пејаковић      | Слађан посластичар             |
| Александра Плахин     | Сања Сакс Вићентијевић         |
| Жељко Стјепановић     | Вићентијевић                   |
| Александра Спасојевић | Бојана                         |
| Јелена Јандрић        | Олга                           |
| Никша Ђорђевић        | мали Бранко                    |
| Никола Штрбац         | средњи Бранко                  |
| Драгослав Медојевић   | Ика                            |
| Милан Џида            | отац Диоген                    |
| Ђорђе Јанковић        | Коцкар                         |
| Душко Мазалица        | Барон                          |
| Сенад Милановић       | Франц                          |
| Иван Скоко            | Марко                          |
| Стеван Шербеџија      | Вук                            |
| Ђорђе Додо Марковић   | комшија у Горановој ординацији |
| Свјетлана Андрић      | психолог                       |
| Миодраг Петровић      | Јанко                          |
| Срђан Књегињић        | Дарко                          |
| Александар Бланић     | Хорват                         |
| Слободан Перишић      | инспектор Ожеговић             |
| Бошко Ђурђевић        | доктор                         |
| Драган Бањац          | син баба Маре                  |
| Ковиљка Шипка         | баба Мара                      |
| Рајко Вуковић         | продавац књига                 |
| Гордана Милиновић     | тетка Љуба                     |

## Епизоде
| Сезона | Сезона | Епизоде | Епизоде | Оригинално емитовање | Оригинално емитовање |
| Сезона | Сезона | Епизоде | Епизоде | Премијера            | Финале               |
| ------ | ------ | ------- | ------- | -------------------- | -------------------- |
|        | 1.     | 29      | 29      | 21. септембар 2020.  | 3. новембар 2020.    |
|        | 2.     | 60      | 60      | ( )                  | ( )                  |